# Am seidenen Faden (Album)
Am seidenen Faden ist das zweite Studioalbum des deutschen Musikers Tim Bendzko. Es erschien am 24. Mai 2013 über Sony Music Entertainment.

## Rezeption
Artur Schulz rezensierte das Album für die Musikdatenbank Laut.de. Seiner Meinung nach changiere Bendzko auf Am seidenen Faden zwischen „herkömmlicher Schlager-Nettigkeit“ und „gepflegten Chansons“. Er bemängelt dabei Bendzkos begrenztes Stimmvolumen und ein „zu weich gewaschene[s]“ Songwriting.
Kai Wehmeier, der das Album unter der Überschrift „Danke fürs Verständnis“ für die Musikdatenbank Plattentests.de mit drei von zehn Punkten bewertete, kommt zu dem Schluss, Am seidenen Faden „schwimm[e] durchweg im Ungefähren“ und reiche „selten über diese Freundebuch-Poesie hinaus“. Die Produktion sei „erneut schön warm und rund“, aber die Liedtexte, die Xavier-Naidoo-Fans „ein paar Tränen des Verständnisses“ in die Augen trieben, wimmelten von „guten Ratschlägen und abgedroschenen, ach so romantischen Phrasen für ein schöneres Leben“.

## Titelliste
| #   | Titel                     | Länge |
| --- | ------------------------- | ----- |
| 1.  | Ich steh nicht mehr still | 4:10  |
| 2.  | Am seidenen Faden         | 3:59  |
| 3.  | Ohne zurück zu sehen      | 3:36  |
| 4.  | Auch wenn es gelogen ist  | 3:59  |
| 5.  | Vergessen ist so leicht   | 4:21  |
| 6.  | Die Geier kreisen schon   | 3:14  |
| 7.  | Durch die Nacht           | 4:23  |
| 8.  | Es geht wieder vorbei     | 3:56  |
| 9.  | Nur einen Herzschlag      | 3:41  |
| 10. | Ich will zu dir           | 4:06  |
| 11. | Programmiert              | 3:18  |
| 12. | Leicht sein               | 3:26  |
| 13. | Wo sollen wir nur hin     | 4:48  |
| 14. | Alles was du wissen musst | 3:59  |